# Удалённая работа
Удалённая рабо́та (также дистанцио́нная рабо́та, телерабо́та, онлайн-работа; подразумевается фриланс в случае отсутствия постоянного работодателя) — форма занятости, при которой работодатель и наёмный работник (или заказчик и исполнитель) находятся на значительном расстоянии друг от друга, передавая и получая техническое задание, результаты труда и оплату при помощи современных средств связи (изначально — факс, почтовые сообщения, в наши дни — преимущественно интернет).

## История
Концепцию удалённой работы разработал американец Джек Ниллес.
В 1972 году он высказал идею, что не обязательно держать работников в офисе, так как современные средства связи позволяют поддерживать контакт между сотрудниками на расстоянии. Чтобы проверить свою теорию на практике, он ставил эксперименты в Университете Южной Калифорнии, по результатам которых составил доклад и получил финансирование от американского национального научного фонда. Власти проявили интерес к развитию идеи удалённой работы, увидев в ней решение транспортных проблем, остро стоявших в городах. Новая организация труда могла позволить решить эти вопросы, а заодно обеспечить работой население удалённых сельских районов.
В 1979 году труды Джека Ниллеса привлекают главу специального Комитета по экономическому развитию США Фрэнка Скиффа (Frank Schiff). Он продолжает идеи учёного и придумывает новый термин flexiplace — «гибкое рабочее место». Специалист публикует статью в The Washington Post под громким заголовком «Работа из дома экономит бензин» (Working at Home Can Save Gasoline).
Джек Ниллес придумал понятия «teleworking» и «telecommuting», которые в переводе означают «работу на расстоянии». В 1982 году была организована первая национальная конференция по телеработе, организатором которой выступил Джил Гордон. На тот момент он был бывшим консультантом компании Johnson & Johnson по работе и управлению кадрами. Ещё через пару лет создается бюллетень «Telecommuting Review». Телеработа начинает практиковаться сначала в небольших масштабах в начале 1980-х годов. До середины 1990-х годов телеработа получает свое распространение во многих отраслях.
С 1991 года начинают создаваться центры по телеработе, которые представляют собой помещения с необходимой техникой. Телецентры могут посещать все сотрудники, чьи работодатели не против телеработы. Том Макмиллен, конгрессмен-демократ из Мэриленда, в 1992 году создал проект законодательного решения про создание федеральных телецентров, но его проект не получил поддержки. Но это смогли реализовать другие конгрессмены. В штате Вирджиния был открыт первый федеральный телецентр, в 1993—1994 годах были открыты ещё несколько центров в этом же штате и штате Мэриленд.
В 1994 году началось движение «Телеработай Америка!» для популяризации и развития удаленной работы.
В 1999 году приняли законодательные акты, согласно которым в федеральных агентствах и ведомствах есть право расходовать минимум 50 тысяч долларов на организацию программы телеработы. В 1999 году конгрессмен Вульф вынес на обсуждение закон о предоставлении финансовых льгот тем предприятиям, у которых есть телеработники.
«The Dieringer Research Group» проводили исследования, согласно которым в 2006 году число работников в США, которые работают удаленно хотя бы раз в месяц, составляло 12,4 миллиона человек. В 2008 году таких людей было уже 17,8 миллионов человек. На основании данных этого обследования можно заключить, что около 11 % всех занятых в США в 2008 году работало удаленно, а в целом в США, включая предпринимателей, работающих из дома, число работающих удаленно составляло в 2008 году 33,7 млн.чел.
В Европейском союзе около 10 % сотрудников в 2015—2016 годах время от времени работали удаленно, вне привязки к офису работало 5 %, а 3 % работников ежедневно работали удалённо из дома. Больше всего доля таких сотрудников была в Дании, Швеции и Нидерландах.
В 2020 году пандемия COVID-19 дала толчок развитию надомного труда. Так, в России осенью 2020 года около 6,5 % трудоспособного населения работало в удаленном режиме. В США, по данным на лето 2020 года, доля работающих удалённо не менее 5 дней в неделю работников возросла с 17 % до 44 %.

## Удалённая работа сегодня
С появлением и развитием интернета возможности для связи на расстоянии значительно выросли, а обмен информацией и результатами интеллектуального труда значительно упростился. Сегодня идея удалённой работы активно используется фрилансерами, которые ищут заказчиков через интернет по всему миру, выполняют проекты и принимают оплату с помощью электронных платёжных систем в режиме онлайн.
Широко распространён заработок на сайтах: продажа ссылок, размещение рекламных статей, баннерной или медийной рекламы. Тут имеют преимущества владельцы давно существующих, информационно насыщенных сайтов с уникальным содержанием и хорошей посещаемостью.
Также распространены удалённые услуги переводчиков (в том числе и с литературной обработкой текста), контент-менеджеров, копирайтеров, рерайтеров.
Многие художники и дизайнеры работают удалённо: выполняют заказы в области иллюстрирования и веб-дизайна, занимаются разработкой корпоративного дизайна, дизайна товаров, наружной рекламы, логотипов.
Удаленная работа требует большей самоорганизации и самомотивации, так как, в отличие от конторской работы, нет внешней дисциплинирующей среды. Кроме того, вокруг нет коллег, с которыми можно пообщаться. Обычно за удалённую работу меньше платят. Удалённая работа лучше всего подходит уже состоявшимся профессионалам; для тех, кто начинает карьеру, как удалённый сотрудник, вероятнее всего она не будет так успешна, как у тех, кто работает в конторе.

## Онлайн-карьера
Сегодня можно с уверенностью говорить об онлайн-работе как о закономерном этапе в развитии Интернета и сферы альтернативного трудоустройства.
Преимущества онлайн-карьеры:
- самостоятельное планирование целей и задач;
- отсутствие «потолка» развития;
- возможность дистанционного обучения;
- возможность трудоустройства инвалидов[8] и людей с психическими расстройствами[9].

Онлайн-карьера не подходит людям, боящимся ответственности и не способным к самоорганизации. Кроме того эта форма занятости может иметь негативное влияние на семейные отношения, а также имеет свои социально-экономические риски, как, например, высокая конкуренция, низкая стоимость услуг и проблемы правового регулирования.

## Риск
Надомная работа для сотрудника представляет риск обмана недобросовестным работодателем. Схемы мошенничества были распространены вплоть до 2020 года. До пандемии 2020 года большое количество предложений надомной работы имели целью не установление трудовых отношений, а обман работника, получение результата труда без оплаты компенсации. Чаще всего мошенничество заключается во взимании платы за возможность начать работу или покупки у мошенника чего-либо, что, по его заверениям, даёт возможность заработать.

## Правовое регулирование удалённой работы
С 2013 года в России предусмотрено регулирование удалённой работы. Трудовой договор в этом случае может не заключаться в бумажном виде, а подписываться с помощью электронной подписи, или может быть заключён в письменной форме и направлен заказным письмом по почте.
Согласно Трудовому кодексу РФ удалённая работа именуется дистанционной работой.
В декабре 2019 года в Трудовой кодекс РФ были внесены правки, регулирующие взаимодействие работодателя и сотрудников, работающих дистанционно.